# Шумарова Наталія Петрівна
Ната́лія Петрíвна Шума́рова (* 3 січня 1951, Київ) — український мовознавець, доктор філологічних наук (1994), професор (1997).

## Віхи біографії
Закінчила 1973 філологічний факультет Київського державного університету ім. Т. Г. Шевченка.
Працювала в Інституті мовознавства ім. О. О. Потебні НАН України (1973—1991), Інституті української мови НАН України (1991—1995). Викладала українську мову в Київському національному лінгвістичному університеті (1995—2002), Національному університеті «Києво-Могилянська академія» (1997—1999).
З 2002 року — в Інституті журналістики Київського національного університету імені Тараса Шевченка. Від жовтня 2004 — завідувач кафедри мови та стилістики.
Н. П. Шумарова є головним редактором наукового журналу «Стиль і текст» (з 2004), у 2004—2014 очолювала Науково-методичну раду Інституту журналістики. З 2000 по 2006 рік була членом експертної комісії з мовознавства ВАК України.
Основні напрями наукової діяльності — соціолінгвістика (зокрема проблеми білінгвізму, мовної ситуації в Україні, розвитку мовної особистості), психолінгвістика, стилістика, питання культури мови.

## Міжнародна діяльність
Проф. Н. П. Шумарова читає лекції з соціолінгвістики та української мови у вищих закладах освіти Польщі. Постійно виступає з науковими доповідями на міжнародних конгресах і конференціях (Фінляндія, Болгарія, Польща, Франція, Швейцарія, Німеччина).
Член Міжнародного товариства з соціолінгвістичного вивчення мовних контактів і мовної політики (LESCLaP; Франція, Університет Жуля Верна).

## Праці
Автор понад 120 наукових і науково-методичних праць, серед них 2 монографій — «Семантика та стилістика російського дієслова» (рос. мовою, 1988, у співавторстві з С. О. Соколовою) та «Мовна компетенція особистості в ситуації білінгвізму» (2000), а також підручника «Основи соціолінгвістики» (Тичин (Польща), 2004; польською мовою).